# RCW 49
RCW 49 ist eine massereiche HII-Region in einer Entfernung von etwa 20.000–23.000 Lichtjahren, hat einen Durchmesser von rund 350 Lichtjahren und befindet sich im Sternbild Carina. Diese stellare Geburtsstätte weist einen hohen Staubanteil auf und enthält mehr als 2.200 Sterne. Ihre zentrale OB-Assoziation ist Westerlund 2.
In RCW 49 befindet sich ein physisches Doppelsternsystem, dessen Komponenten sich in rund 3,7 Tagen umkreisen und Massen von etwa 82 Mʘ bzw. 83 Mʘ aufweisen. Sie gehören damit zu den massereichsten bekannten Sternen überhaupt.

## Weiteres
- RCW-Katalog
- Gum-Katalog